# محمدباقر فشارکی
محمدباقر فشارکی (۱۲۱۲ فشارک - ۱۲۷۵ اصفهان)  فرزند ملا محمدجعفر فشارکی اصفهانی و از علما و مجتهدین  نامدار مسلمان در اصفهان بوده است. وی از رهبران قیام تنباکو در اصفهان بوده است.

## زندگی
محمدباقر در ۱۲۴۴ هجری قمری در اصفهان به دنیا آمد و در همان شهر پرورش یافت. او در اصفهان نزد حاج شیخ محمدباقر و ملااسدالله فرادنبه‌ای درس خواند، سپس برای ادامه تحصیل به نجف اشرف رفت و نزد استادان آنجا تحصیلاتش را تکمیل کرد. پس از بازگشت به اصفهان، در مسجد قطبیه به اقامه نماز جماعت و منبر و در مسجد بازار نو تدریس می‌نمود و عده بسیاری از فضلا در درسش حاضر شدند. او اولین کسی است که رسم احیای شب‌های جمعه را در مسجد مصلای تخت فولاد با قرائت قرآن و اقامة نماز و دعای کمیل و توبه و انابه بنا نهاد.

### تحریم قرارداد تنباکو
پس از انعقاد قرارداد تنباکو میان دولت ایران و کمپانی رژی در ۱۲۶۹ هجری شمسی، انحصار خرید و فروش توتون و تنباکوی ایران در داخل و خارج از کشور در اختیار کمپانی مزبور قرار گرفت. در پی این قرارداد، کارمندان انگلیسی کمپانی به کشور وارد شدند و با حمایت دولت و مأموران حکومتی برای جمع‌آوری توتون و تنباکو، فشار و توهین زیادی به مردم می‌کردند.
در اصفهان پس از اینکه به اشاره آقا نجفی اصفهانی دو نفر از علمای اصفهان فتوای تحریم استعمال توتون و تنباکو را صادر کردند، فتوای تحریم جمعی دیگر صادر گردید که یکی از تحریم کنندگان ملا محمدباقر فشارکی بود. در نتیجه این فتوا، استفاده از قلیان در منازل و مجامع عمومی متوقف شد؛ طلاب قلیان‌ها را شکستند و کارکنان فرنگی کمپانی مورد اهانت و تمسخر مردم کوچه و بازار قرار گرفتند. پس از آنکه میرزای شیرازی فتوای تحریم استعمال توتون و تنباکو را صادر کرد، این تحریم جنبه ملی به خود گرفت که به لغو قرارداد مذکور انجامید.

## تألیفات
از ایشان آثار بسیاری به جا مانده است؛ از جمله:
- آداب الشریعه
- عنوان الکلام (شرح دعاهای هر روز از ماه رمضان)
- ذخیره المعاد (درباره اصول دین؛ ناتمام ماند)
- رساله رضاع
- رساله در شرط
- رساله در قرعه
- رساله در عدم لزوم تقلید اعلم
- رساله منزجات مریض
- رساله غنا
- رساله طهارت
- رساله خیار عیب
- حواشی بر قوانین و فرائد و متاجر
- حاشیه فارسی بر شرح لمعه

## درگذشت
ملامحمدباقر فشارکی در ۲۶ رجب ۱۳۱۴ هجری قمری (۱۲۷۵ هجری شمسی) در اصفهان درگذشت و در تکیه آقا حسین خوانساری در تخت فولاد دفن شد.